# Selaginella prostrata
Selaginella prostrata är en mosslummerväxtart som först beskrevs av H.S.Kung, och fick sitt nu gällande namn av Li Bing Zhang. Selaginella prostrata ingår i släktet mosslumrar, och familjen mosslummerväxter. Inga underarter finns listade i Catalogue of Life.